# Venatrix summa
Venatrix summa är en spindelart som först beskrevs av McKay 1974.  Venatrix summa ingår i släktet Venatrix och familjen vargspindlar.
Artens utbredningsområde är New South Wales. Inga underarter finns listade.